# Viadrina Compliance Center
Das Viadrina Compliance Center (abgekürzt: VCC) ist eine Forschungseinrichtung an der Europa-Universität Viadrina unter der Leitung von Bartosz Makowicz. An dem interdisziplinär ausgerichtetem VCC werden Projekte rund um Compliance Management, Ethik und Integrität erfolgreich durchgeführt. Neben Forschung führt das VCC auch Fortbildungskurse durch, bekannt ist der Online-Kurs „Compliance & Integrity Manager“.

## Struktur und Ziele

### Viadrina Compliance Center (VCC)
Das VCC setzt sich wissenschaftlich-kritisch mit dem Phänomen der Compliance, Ethik und Integrität in Organisationen in Deutschland sowie auf internationaler Ebene auseinander. Die Arbeit der Einrichtung ist geprägt davon, die erwähnten Forschungsfelder aus diversen Perspektiven zu behandeln, darunter rechts-, betriebs- und kulturwissenschaftlicher Perspektive. Die Erkenntnisse aus der Rechtswissenschaft, der Betriebswirtschaftslehre und der Soziologie werden miteinander verknüpft. Das VCC hält enge Kontakte zu allen Beteiligten aus den verschiedenen Interessensgruppen, darunter mit der Wirtschaft, Bundesbehörden, Ministerien und Justiz.

### Forscher
Am Viadrina Compliance Center arbeitet eine Vielzahl an Forschern sowie das aus wissenschaftlichen Mitarbeitern bestehende Team. Direktor des VCC ist Bartosz Makowicz. Die Forscher unter anderem sind Sonja Wüstemann, Jan C. Joerden, Anna Schwarz, Christoph Brömmelmeyer und Nicole Schwarz.

### Nachwuchsförderung
Das VCC fördert jüngere Generationen. So gibt es Dissertationsprojekte, bei denen im Rahmen der Forschung die Betreuung übernommen wird. Darüber hinaus werden an der Europa-Universität Viadrina Lehrveranstaltungen zu Compliance-Themen angeboten.

## Forschungstätigkeit
Das Viadrina Compliance Center führt diverse Forschungsprojekte durch, mithilfe welcher die bereits existierenden Konzepte von Compliance- und Integritätsmanagement auf den wissenschaftlichen Prüfstand gestellt werden, neue Konzepte erarbeitet werden sowie ein wissenschaftlicher Beitrag zur Weiterentwicklung der Compliance-Kultur geleistet wird. An der Tätigkeit sind Wissenschaftlicher aus verschiedenen Fächern beteiligt und dies dient der Betrachtung der Compliance als eine interdisziplinäre Materie.
Die Aktivitäten des Viadrina Compliance Centers stützen sich auf Behandlung der Compliance-Materie sowie Sicherheitsfragen aus intra- und interdisziplinären Perspektiven. Das bedeutet, dass sowohl unterschiedliche Rechtsgebiete (Privatrecht, Arbeitsrecht,  Strafrecht, Kriminologie, Verfassungsrecht, Verwaltungsrecht) als auch ökonomische Gebiete (Betriebswirtschaftslehre, Volkswirtschaftslehre) einbezogen werden. Die Arbeit der Einrichtung erfolgt projektbezogen in fachübergreifend eingesetzten Forschungsteams.
Think-Tank
Das VCC arbeitet mithilfe des sog. Think-Tank Modells, welches darauf gestützt wird, dass bei wissenschaftlichen Ansätze auch ein starker Praxisbezug besteht. Der Praxisbezug bietet die Möglichkeit, reale Erfahrungen der Wirtschaft in die wissenschaftliche Bearbeitung der Thematik einzubringen. Darüber hinaus ermöglicht dies die Prüfung von wissenschaftlichen Konzepten auf ihre Umsetzbarkeit und Praktikabilität. Das VCC arbeitet eng mit anderen Institutionen zusammen und veranstaltet verschiedene Tagungen und Kongresse, die als Austauschplattform für Vertreter der Wissenschaft, Wirtschaft, staatlichen Einrichtungen und Politik dienen. Zudem arbeitet die Einrichtung mit strategischen Partnern im Rahmen von Projekten zusammen.

## Projekte (Auswahl)

### Compliance und Integrität Kompetenzpaket (CIK)
Ziel des Projekts ist die Förderung der Integrität und Fairness in geschäftlichen Praktiken. Im Rahmen des Projekts wird ein Grundmodell für Compliance Management Systeme (CMS-Grundmodell) erarbeitet, welches neuartig sein soll und gleichzeitig bestehende Ansätze und Anforderungen berücksichtigt. Auch Leitlinien sollen erarbeitet werden, um die Arbeit von Compliance Officern zu unterstützen. Bestandteil des Projekts sind auch Expertenworkshops und Webinare, die zum Austausch und zur Ergebnisvermittlung dienen. Das Projekt wird aus den Mitteln des KBA Notasys Integrity Fund im Zeitraum von 2019 bis 2021 gefördert.

### Die Ordnung des Sicherheitsmarktes (OSiMa)
Das Projekt ist ein Verbundvorhaben mit dem Brandenburgischen Institut für Gesellschaft und Sicherheit (BIGS) als Konsortialführer. Das Konsortium besteht aus dem Fraunhofer-Institut für Offene Kommunikationssysteme (FOKUS), der Europa-Universität Viadrina, der Friedrich-Schiller-Universität Jena, der Universität Potsdam und dem BDSW Bundesverband der Sicherheitswirtschaft. Es legt besonderen Fokus auf die private Sicherheitswirtschaft und beschäftigt sich mit den Möglichkeiten des privaten Sicherheitsmarkts, innovativen Dienstleistungen und der Organisation dieser Dienstleistungen. Zudem auch mit technologischen Entwicklungen und den möglichen Einfluss dieser auf die Marktentwicklung. Das Projekt wurde aus den Mitteln des BMBF gefördert.

### ISO-Normungsarbeit
Forscher des VCC sind von Anfang an an der Erarbeitung von ISO-Standards im Bereich von Governance und Compliance Management als Vertreter der Wissenschaft beteiligt. Leiter des VCC sitzt dem am DIN eingereichten Normungsausschuss „Governance und Compliance Management“ vor, an dem Arbeiten zu folgenden Normen gespiegelt werden: ISO 19600 Compliance Management Systems, ISO 37001 Anti-bribery Management Systems, ISO 37000 Governance of Organizations, ISO 37002 Whitleblowing Management Systems.

### Good Governance
Das VCC ist in dem Compliance-Komitee der Warschauer Wertpapierbörse vertreten. Die Mitarbeit zielt darauf ab, in polnischen Unternehmen Compliance-Kultur zu fördern und Compliance in dem durch die Börse veröffentlichten Good Governance Kodex zu verankern.

### Asien und Südamerika
Es bestehen enge Kontakte des VCC zum Southeast-German Center of Excellence for Public Policy and Good Governance an der Thammasat-Universität in Bangkok. Durchführung von Projekten zur Förderung der Compliance-Entwicklung und Korruptionsprävention in Südostasien. Darüber hinaus ist das VCC in diverse Projekte zur Förderung der Integrität und Compliance in Südamerika involviert.

## Veranstaltungen (Auswahl)

### Viadrina Compliance Congress (VCC)
Jährlich stattfindende Veranstaltung in Zusammenarbeit mit der Compliance Academy. An zwei Veranstaltungstagen wird Vertretern der Wissenschaft, Politik und Wirtschaft Raum für Diskussionen über verschiedene Themen rund um Compliance geschaffen.

### European Forum for Ethics, Compliance & Integrity
Gewachsen auf der Tradition des Deutsch-Polnischen Forums Compliance, setzt das VCC das Format als eine Europäische Jahrestagung fort. Im Jahre 2020 erfolgte das erste europäische und insgesamt das 11. European Forum – wegen der Pandemie fand das Forum als eine Online-Veranstaltung statt und vereinigte rund 500 Teilnehmern aus ganzer Welt.

### Cologne Compliance Panel (CCP)
Das VCC arbeitet bei dieser Veranstaltung mit dem Bundesanzeiger Verlag und der Compliance Academy zusammen. Es wird bis zu zwei Mal jährlich das Cologne Compliance Panel in Köln ausgerichtet, welches sich mit mittelständischen Compliance-Themen befasst.

### Deutsch-Polnisches Forum für Recht und Wirtschaft (FoWirt)
Seit 2010 findet jährlich das Deutsch-Polnische Forum für Recht und Wirtschaft statt und bietet eine Plattform für deutsche sowie polnische Wirtschafts- und Unternehmensjuristen, Vertreter der Wirtschaft sowie Wissenschaft. Auch beteiligt an der Veranstaltung sind Regierungsvertreter, Mitglieder nationaler und internationaler Organisationen, Verbände sowie Personen, die an der nationalen und europäischen Gesetzgebung beteiligt sind.

## Publikationen (Auswahl)
- Bartosz Makowicz, Global Ethics, Compliance and Integrity – Yearbook 2018. Fachmedien Recht und Wirtschaft, Frankfurt 2018, ISBN 978-3-8005-0009-3.
- Bartosz Makowicz, Praxishandbuch Compliance Management, 17. Auflage. Bundesanzeiger Verlag, Köln 2019.
- Bartosz Makowicz, Globale Compliance Management Standards, München 2018, ISBN 978-3-406-68096-0.
- Bartosz Makowicz, Compliance Management – Grundsätze und praktische Hinweise zur Einführung eines wertebasierten CMS. Bundesanzeiger Verlag, Köln 2017, ISBN 978-3-8462-0945-5.